# SerenityOS
SerenityOSは、FOSSのデスクトップオペレーティングシステムである。プリエンプティブカーネルを搭載し、x86-64、ARM、RISC-Vベースのコンピュータをサポートしている。また、独自のウェブブラウザや統合開発環境（IDE）を含むいくつかの複雑なアプリケーションをホストしている。開発は2018年に開始され、当初はスウェーデンのプログラマアンドレアス・クリング（Andreas Kling）のワンマンプロジェクトであったが、現在は愛好家のコミュニティによって開発されている。このプロジェクトはGitHubでホストされており、非エンジニア向けではないと説明されている。

## 歴史

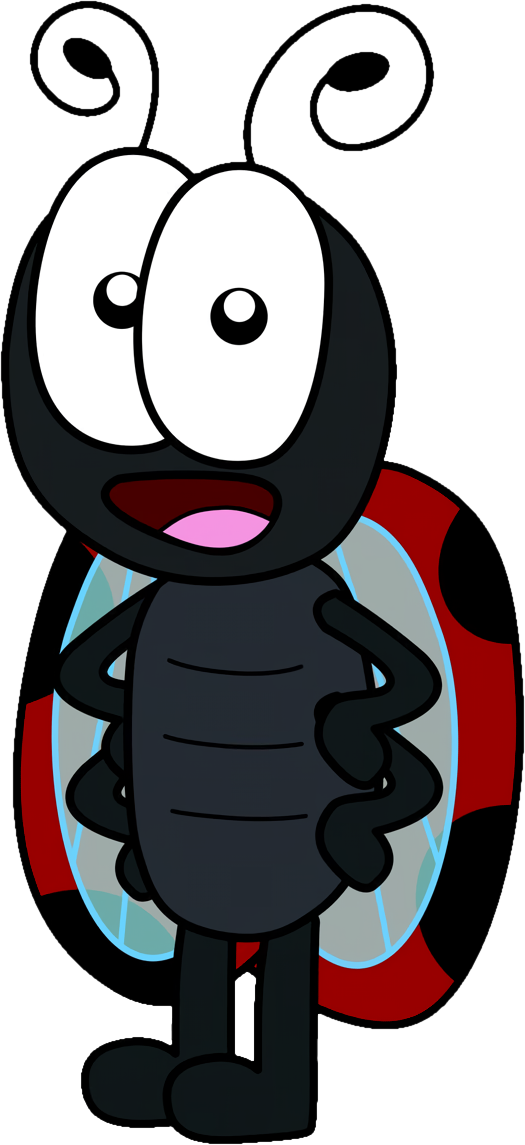
SerenityOSのマスコットであるBuggie

アンドレアス・クリングは、以前はノキアで働き、その後はAppleのWebKitチームに所属していた。彼は依存症からの脱却も兼ねてこのプロジェクトの開発を開始した。プロジェクト名はSerenity Prayer（ニーバーの祈り）に由来している。2021年から、クリングはコミュニティからの寄付を支えにSerenityOSにフルタイムで取り組み始めた。2024年6月3日、彼はLadybirdブラウザの作業に取り組むため、プロジェクトリーダーを辞任した（メンテナーとしての役割は維持）。。3か月後の2024年10月4日、彼はSerenityOSリポジトリのメンテナーリストから自分自身を削除し、フォークされたLadybirdリポジトリでメールマッピングエイリアスをkling at serenityos.orgからandreas at ladybird.orgに更新した。

## 特徴と開発
SerenityOSは、Microsoft WindowsやMac OSなどの1990年代のオペレーティングシステムのルック・アンド・フィールをエミュレートする、最新のUnix系オペレーティングシステムを目指している。サードパーティのコードをシステムに組み込むことは推奨されていない。たとえば、ウェブブラウザはWebKitなどの既存のWebエンジンを使用せず、独自のブラウザ（LibWebエンジン上に構築）を使用する。移植されたソフトウェアとしては、GCC、Git、DOOMなどが存在する。
開発はリリースサイクルに準拠していないため、リリースは存在しない。さらに、バイナリディストリビューションは提供されておらず、ユーザーはソースコードからシステムをビルドする。このシステムは、著者が「Serenity C++」と呼ぶC++コーディングスタイルで記述されている。これは、例外を回避し、独自の標準ライブラリを備えている。
SerenityOSが他の趣味のシステムと比べて比較的人気があるのは、クリングのYouTubeチャンネルがある程度成功していることが一因である。クリングは、このチャンネルでシステムの一部を開発している自身の動画を、デモや毎月の進捗状況の更新とともにアップロードしていた（2024年4月まで。最後の更新はプロジェクトのコア開発者であるアンドリュー・カスターがホストしていた）。
現在、AArch64およびRISC-Vベースのプロセッサをサポートするための作業は初期段階にある。

### ウェブブラウザ
SerenityOSには、内部ライブラリLibWeb、LibJS、LibWasmを使用してゼロから構築されたLadybirdウェブブラウザのバージョンが含まれている。クリングは、有償およびボランティアの貢献者とともにこれを開発している。2024年6月3日、クリングはLadybirdをフォークし、別のプロジェクトとしてブラウザの開発を開始する計画を発表した。2024年7月1日、クリングはクリス・ワンストラスと協力して、ブラウザの開発を支援する非営利団体Ladybird Browser Initiativeの設立を発表した。
2024年7月現在、Ladybirdの開発は主に独自のリポジトリで行われ、変更はSerenityOSバージョンに積極的に同期されている。

## 反応
Ars Technicaのジム・ソルターは、ext2ファイルシステムの使用をオペレーティングシステムの最も気に入らない機能とみなした。彼はTempleOS（コミュニティでよく知られている別のオペレーティングシステム）と比較し、より使いやすいと述べた。90年代中期から後半を彷彿とさせるビジュアルスタイルを探している、あまり技術的でないユーザーには、代わりにXfce Chicago95テーマまたはRedmond Projectが推奨されている。